# 金漢蕙
金汉蕙（1607年—1652年），字公树，号湘邻，浙江义乌人。清初政治人物。

## 生平
生于萬曆丁未九月二十五日。崇禎十二年（1639年）己卯科浙江鄉試舉人。明亡仕清，顺治六年（1649年）登己丑科二甲进士。官至广西参议、分守右江。順治九年（明永曆六年，1652年），李定国部攻克桂林，汉蕙死守柳州，十一月城破，汉蕙拒降，被殺。年四十六。贈光禄寺卿。

## 家族
与同科進士金漢鼎同族兄弟。大學士金之俊的族侄。祖父金文亮。伯父金世俊，工部左侍郎。父金世儼。兄金漢蘭，弟金漢萼。
娶陳氏，封恭人，三子：金以琳、金以璨、金以璠。